# Kevin Akpoguma
Kevin John Ufuoma Akpoguma (Neustadt an der Weinstraße, 19 april 1995) is een Duits voetballer van Nigeriaanse afkomst die doorgaans als centrale verdediger speelt. Hij verruilde Karlsruher SC in juli 2013 voor TSG Hoffenheim. Akpoguma debuteerde in 2020 in het Nigeriaans voetbalelftal.

## Clubcarrière
Akpoguma is een zoon van een Nigeriaanse vader en een Duitse moeder. Hij speelde in de jeugd bij Rot-Weiß Speyer, Schwarz-Weiß Speyer, FC Bavaria Wörth, FC Neureut 08 en Karlsruher SC. Hij debuteerde op 10 november 2012 in het eerste elftal van Karlsruher, in de 3. Liga tegen SV Darmstadt 98. Op 26 januari 2013 maakte hij zijn eerste doelpunt in het betaald voetbal, uit tegen VfL Osnabrück. Akpoguma was toen 17 jaar en 282 dagen oud en werd zo de jongste doelpuntenmaker ooit in de 3. Liga.
Akpoguma verhuisde in juli 2013 van Karlsruher SC naar TSG Hoffenheim. Dat was een opstap naar een club in de Bundesliga. Het zou alleen nog jaren duren voor hij daarin mocht debuteren. Hij speelde zowel seizoen 2013/14 als 2014/15 alleen voor het tweede team van Hoffenheim en in 2015/16 en 2016/17 op huurbasis bij Fortuna Düsseldorf, in de middenmoot van de 2. Bundesliga. Coach Julian Nagelsmann liet Akpoguma op 22 oktober 2017 debuteren in het eerste van Hoffenheim. Dat speelde die dag een wedstrijd in de Bundesliga uit bij VfL Wolfsburg (1–1). Hij speelde dat jaar 22 speelronden, waarvan 17 vanaf de aftrap. Zijn ploeggenoten en hij werden in 2017/18 derde in de Bundesliga. Voor Hoffenheim was dat het beste resultaat in de clubhistorie. Akpoguma kreeg in de eerste helft van 2018/19 minder speeltijd en maakte het seizoen na nieuwjaar op huurbasis af bij Hannover 96. Zijn verblijf daar viel grotendeels in het water door een schouderblessure. Hij speelde in oktober 2018 wel eerst nog zijn eerste wedstrijden in de Champions League, tegen Manchester City en Olympique Lyon. Na zijn terugkeer bij Hoffenheim was Nagelsmann vertrokken naar RB Leipzig. Akpoguma kwam vervolgens weer meer aan spelen toe, eerst onder coach Alfred Schreuder en daarna onder Sebastian Hoeneß.

## Clubstatistieken
| Seizoen | Club                 | Land      | Competitie           | Wed. | Doelp. |
| ------- | -------------------- | --------- | -------------------- | ---- | ------ |
| 2012/13 | Karlsruher SC        | Duitsland | 3.Liga               | 8    | 1      |
| 2013/14 | TSG Hoffenheim       | Duitsland | Bundesliga           | 0    | 0      |
| 2013/14 | TSG Hoffenheim II    | Duitsland | Regionalliga Südwest | 26   | 1      |
| 2014/15 | TSG Hoffenheim II    | Duitsland | Regionalliga Südwest | 29   | 2      |
| 2015/16 | → Fortuna Düsseldorf | Duitsland | 2.Bundesliga         | 17   | 0      |
| 2016/17 | → Fortuna Düsseldorf | Duitsland | 2.Bundesliga         | 28   | 0      |
| 2017/18 | TSG Hoffenheim       | Duitsland | Bundesliga           | 22   | 0      |
| 2018/19 | TSG Hoffenheim       | Duitsland | Bundesliga           | 8    | 0      |
| 2018/19 | → Hannover 96        | Duitsland | Bundesliga           | 4    | 0      |
| 2019/20 | TSG Hoffenheim       | Duitsland | Bundesliga           | 18   | 0      |
| 2020/21 | TSG Hoffenheim       | Duitsland | Bundesliga           | 16   | 1      |
| 2021/22 | TSG Hoffenheim       | Duitsland | Bundesliga           | 26   | 2      |
| 2022/23 | TSG Hoffenheim       | Duitsland | Bundesliga           | 28   | 0      |
| 2023/24 | TSG Hoffenheim       | Duitsland | Bundesliga           | 1    | 0      |
| Totaal  | Totaal               | Totaal    | Totaal               | 231  | 7      |

## Interlandcarrière
Akpoguma maakte deel uit van alle Duitse nationale jeugdselecties vanaf Duitsland –16. Hij was met Duitsland –17 actief op het EK –17 van 2012 en won als basisspeler met Duitsland –19 het EK –19 van 2014. Akpoguma was aanvoerder van Duitsland –20 op het WK –20 van 2015. Akpoguma ging in 2020 in op een uitnodiging van bondscoach Gernot Rohr om voor het Nigeriaans voetbalelftal te komen spelen. Hij maakte zo op 9 oktober 2020 zijn debuut als international in een oefeninterland tegen Algerije.

## Erelijst
| Competitie            | Aantal        | Jaren         |               |               |
| Duitsland –19         | Duitsland –19 | Duitsland –19 | Duitsland –19 | Duitsland –19 |
| --------------------- | ------------- | ------------- | ------------- | ------------- |
| Europees kampioen –19 | 1x            | 2014          |               |               |
| Karlsruher SC         |               |               |               |               |
| 3. Liga               | 1x            | 2012/13       |               |               |

1 Baumann  ·
2 Hranáč ·
3 Kadeřábek ·
4 Østigård ·
5 Kabak ·
6 Prömel ·
7 Bischof ·
8 Geiger ·
9 Bebou ·
13 Lenz ·
14 Orban ·
15 Gendrey ·
16 Stach ·
17 Tohumcu ·
18 Samassékou ·
19 Jurásek ·
20 Becker ·
21 Bülter ·
22 Prass ·
23 Hložek ·
25 Akpoguma ·
26 Tabaković ·
27 Kramarić ·
29 Touré ·
32 Busk ·
33 Moerstedt ·
34 N'Soki ·
35 Chaves ·
36 Petersson ·
52 Mokwa ·
53 Yardımcı ·
Coach: Ilzer
· Assistent-coach: Hübner
· Keeperstrainer: Stolz